# Bridget Moynahan
Kathryn Bridget Moynahan (ur. 28 kwietnia 1971 w Binghamton) – amerykańska aktorka filmowa i telewizyjna oraz modelka.

## Życiorys
Dorastała w Longmeadow, w stanie Massachusetts. Jej ojciec Brad był administratorem przy University of Massachusetts Amherst. Ma dwóch braci – starszego Andy’ego i młodszego Seana.
Zajmowała się modelingiem. Zdobyła tytuł najsympatyczniejszej amerykańskiej nastoletniej modelki. Jej zdjęcia ukazały się w takich magazynach jak „Glamour” i „Vogue”.
Karierę aktorską rozpoczęła w 1999 od roli Natashy Naginsky w serialu Seks w wielkim mieście. Pierwszą rolą filmową była postać tańczącej na barze Rachel w komedio-melodramacie muzycznym Wygrane marzenia z 2000 z Adamem Garcią. Wystąpiła także jako narzeczona głównego bohatera granego przez Johna Cusacka w komedii romantycznej Igraszki losu (2001) i agentka CIA w thrillerze Rekrut (2003), w której zakochuje się tytułowy bohater (Colin Farrell).

## Filmografia
- 1998: W nurtach życia – właścicielka apartamentu
- 1998–2000: Seks w wielkim mieście jako Natasha Naginsky
- 2000: In the Weeds – Amy
- 2000: Uziemieni – Marie
- 2000: Trifling with Fate – Fame
- 2000: Wygrane marzenia – Rachel
- 2001: Igraszki losu – Halley Buchanan
- 2002: Suma wszystkich strachów[1] – dr Cathy Muller
- 2003: Rekrut[1] – Layla
- 2004: Ja, robot – dr Susan Calvin
- 2004: Gray Matters – Charlie
- 2005: Pan życia i śmierci – Ava Fontaine
- 2005: Hating Her – Meredith Morton
- 2007: Zdobycz – Amy Newman
- 2007: Hałas – Helen Owen
- 2010: Ramona i Beezus[1]
- 2010–2024: Zaprzysiężeni – prokurator Reagan (serial, gł. rola)
- 2011: Inwazja: Bitwa o Los Angeles[1] – Michele Martinez
- 2014: Small Time – Barbara
- 2014: John Wick – Helen
- 2014: Arktyczna przygoda – mama Luke'a
- 2017: John Wick 2 – Helen
- 2019: Crown Vic - Tracy Peters